# Torrenthorn
De Torrenthorn is een 2998 meter hoge berg in het Zwitserse kanton Wallis. De berg maakt deel uit van de Berner Alpen.

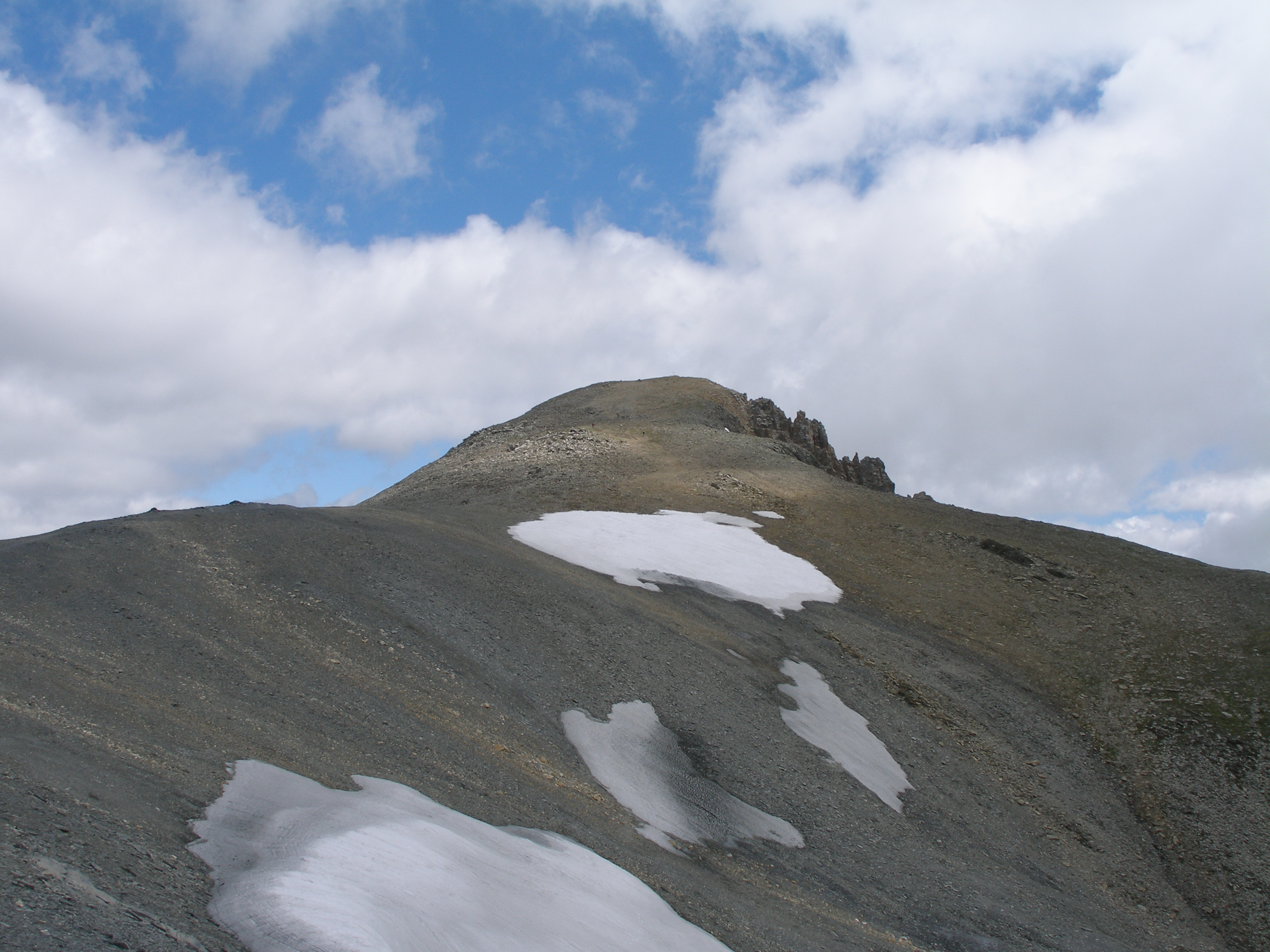
De top van de Torrenthorn in de zomer

De berg is te beklimmen via een 2,5 km lang pad vanaf bergstation Rinderhütte. De beklimming is door de Schweizer Alpen-Club (SAC) geclassificeerd als T2 wandeling. De Rinderhütte wordt bediend door een kabelbaan vanuit Leukerbad en een vanuit Albinenleitern, bij Albinen. De laatste heeft een tussenstation op Torrentalp. 's Winters is dit een skigebied.